# Dansk-Engelsk CISG-Ordbog
Dansk-Engelsk CISG-Ordbog er en juridisk internetordbog. Ordbogen er bygget op omkring terminologien i den danske og engelske version af FN's konvention om aftaler om internationale køb af løsøre (CISG: Contracts for the International Sale of Goods), men den indeholder også ord og vendinger, som er relevante i forbindelse med oversættelse af danske tekster vedrørende internationale køb.
Opslagsværkets målgruppe er primært danske jurister, jurastuderende og oversættere. For at opfylde disses behov, når de skal oversætte til engelsk indeholder CISG-Ordbogen danske juridiske termer, faste ordforbindelser og fraser, der alle oversættes til engelsk.
Ordbogen er udarbejdet af lektor Sandro Nielsen, Handelshøjskolen, Aarhus Universitet, og er gratis tilgængelig på nettet.

## Ekstern henvisning
- Dansk-Engelsk CISG-Ordbog Arkiveret 7. juni 2004 hos  Wayback Machine
- United Nations Convention on Contracts for the International Sale of Goods (engelsk)